# District de San Lorenzo
Pour les articles homonymes, voir San Lorenzo.
Le district de San Lorenzo est l'une des divisions qui composent la province de Chiriqui, au Panama.

## Histoire
San Lorenzo a été fondé le 1er janvier 1855 par le mercedarien Fray Pedro Gaspar Rodríguez Valdera. Il a fait dans ce lieu une concentration d'indigènes pour les endoctriner. Le gouverneur de Veraguas, Don Lorenzo de Salto, envoie la ville avec l'ordre de baptiser la ville du nom de San Lorenzo.

## Division politico-administrative
Elle est constituée de cinq cantons :
- Horconcitos
- Boca Chica
- Boca del Monte
- San Juan
- San Lorenzo

## Crédit d'auteurs
- (es) Cet article est partiellement ou en totalité issu de l’article de Wikipédia en espagnol intitulé « Distrito de San Lorenzo » (voir la liste des auteurs).